# Moda (barrio)
Moda es un cosmopolita barrio de la parte asiática de Estambul en el distrito comercial Kadıköy, en la península con homónima (Moda Burnu).
Los barrios de Turquía no tienen estatus administrativo legal, por tanto, Moda está dividida en varias mahallas de Kadıköy.
La Casa-Museo de Barış Manço, un famoso cantautor turco se encuentra en Moda. Además el barrio tiene una mezquita y dos iglesias, una (Fransız Katolik Kilisesi – Notre-Dame de L'Assomption) católica y la otra (All Saints Moda Kilisesi) protestante.
La "Fundación de Historia" en Estambul ha realizado una investigación sobre el barrio de Moda en 2003, dentro de su proyecto llamado "Voces del Mediterráneo".
Con la ayuda del Ayuntamiento de Kadıköy, se ha fundado un Círculo de Voluntarios de Moda en noviembre de 1999, centrado en preservar el legado histórico del barrio. También existe la "Moda Platformu", una organización civil.